# Золотково (сельское поселение)
Муниципальное образование «Посёлок Золотково» — сельское поселение в Гусь-Хрустальном районе Владимирской области Российской Федерации.
Административный центр — посёлок Золотково.

## История
Муниципальное образование «Посёлок Золотково» образовано 25 мая 2005 года в соответствии с Закон Владимирской области № 69-ОЗ. В его состав вошли территория посёлка Золотково и бывших Василевского и Лесниковского сельсоветов.

## Население
| 2010  | 2011  | 2012  | 2013  | 2014  | 2015  | 2016  | 2017  | 2018  |
| ----- | ----- | ----- | ----- | ----- | ----- | ----- | ----- | ----- |
| 4626  | ↘4602 | ↘4560 | ↘4398 | ↘4328 | ↘4258 | ↘4181 | ↘4099 | ↘4004 |
| 2019  | 2020  | 2021  |       |       |       |       |       |       |
| ↘3912 | ↘3844 | ↗4198 |       |       |       |       |       |       |

## Состав сельского поселения
| №  | Населённый пункт | Тип населённого пункта          | Население |
| -- | ---------------- | ------------------------------- | --------- |
| 1  | Борзино          | деревня                         | ↘13       |
| 2  | Борисово         | деревня                         | ↘4        |
| 3  | Василёво         | деревня                         | ↘106      |
| 4  | Васюнино         | деревня                         | →0        |
| 5  | Жигалово         | деревня                         | →0        |
| 6  | Захарово         | деревня                         | ↘19       |
| 7  | Золотково        | посёлок, административный центр | ↘2642     |
| 8  | Золотковский     | разъезд                         | ↘413      |
| 9  | Икшево           | деревня                         | ↘219      |
| 10 | Крюково          | село                            | ↘2        |
| 11 | Лазаревка        | деревня                         | ↘0        |
| 12 | Лесниково        | деревня                         | ↘397      |
| 13 | Малинки          | деревня                         | ↘24       |
| 14 | Нармочь          | деревня                         | ↘73       |
| 15 | Ново-Новляново   | деревня                         | ↘1        |
| 16 | Ново-Покровское  | деревня                         | ↘5        |
| 17 | Обдихово         | деревня                         | ↘26       |
| 18 | Починки          | деревня                         | ↗20       |
| 19 | Прокшино         | деревня                         | ↗19       |
| 20 | Протасьево       | деревня                         | →0        |
| 21 | Чёково           | деревня                         | ↗12       |
| 22 | Черсево          | село                            | ↘181      |
| 23 | Чиур             | деревня                         | →6        |
| 24 | Язвицы           | деревня                         | ↘16       |